# Землетрясение на Джомолунгме (2015)
Землетрясение на Джомолунгме 2015 года — часть катастрофического землетрясения в Непале, произошедшего 25—26 апреля 2015 года, в разгар весеннего сезона восхождений на Джомолунгму (Эверест). Землетрясение вызвало сход снежных лавин, число жертв которых уже превысило число погибших от лавины 2014 года и стало рекордным за всю историю восхождений на высочайшую вершину.
Когда случилось землетрясение, на Джомолунгме, расположенной в 220 километрах от эпицентра землетрясения, находилось от 700 до более чем 1000 человек.

## Базовый лагерь

### Южный лагерь
В южном Базовом лагере, расположенном у подножия Джомолунгмы в Непале, в 2015 году одновременно находилось рекордное количество альпинистов из разных стран, планировавших восхождение на Джомолунгму: 359 человек, многие из которых не смогли это сделать в предыдущем году из-за схода большой лавины и вернулись, чтобы повторить попытку. Кроме них, там находились горные проводники, носильщики, обслуживающий персонал.
На Базовый лагерь обрушилось несколько мощных снежных лавин, и большинство людей погибли именно там.

## Верхние лагеря

### Непальская сторона
Так как сезон восхождений только начался, верёвки были протянуты только до второго лагеря, и выше на горе никого не было. В первом лагере, устроенном на леднике в центральной части Западного кума, ощущали сильные толчки и испытали удары воздушных волн от лавин, сошедших с двух противоположных сторон — со склона Нупцзе и с Западного плеча Эвереста. Визуально лавины не были видны из-за завесы облаков и затем густой снежной пыли. Со стороны Нупцзе лавина остановилась примерно в 300 м от лагеря, со стороны Западного плеча — в 400 м, не дойдя лишь 15 метров до палатки, поставленной кем-то на отшибе, ближе к подножию плеча. 
Никто из тех, кто находился выше Базового лагеря, в лагерях I и II, не пострадал, — однако люди оказались отрезанными от мира. Предположительно, на ледопаде людей в этот момент не было, так как его стараются преодолеть как можно раньше, пока солнце не начнёт растапливать лёд, делая его ещё более нестабильным; если кто-то в момент землетрясения всё-таки пересекал ледопад, то он несомненно погиб.
Ледопад Кхумбу, который необходимо преодолеть, чтобы добраться до Долины Тишины, где находится первый лагерь, является сложным и опасным для прохождения из-за множества нависающих сераков и глубоких ледниковых расселин. Лёд там находится в постоянном движении, поэтому каждый год перед началом сезона шерпы из команды Icefall Doctors заново оборудуют проходимый маршрут для остальных альпинистов, закрепляя верёвки и алюминиевые лестницы, служащие мостами через трещины в леднике. Без этого маршрута пройти лабиринт ледопада могут лишь опытные профессиональные альпинисты — но и для них это связано с большим риском. В результате землетрясения большая часть оборудованного маршрута была уничтожена, так что те, кто оказался в тот момент выше ледопада, не могли безопасно спуститься обратно в Базовый лагерь (практически сразу стало понятно, что восхождение к вершине придётся прервать). 
Альпинисты, оставшиеся в Базовом лагере, через пару дней после происшествия сообщили в Twitter о «большом опустошении» и «значительной неизвестности». Некоторые даже утверждали, что местность теперь выглядит так, «как будто на неё сбросили атомную бомбу». Один альпинист в Facebook написал, что люди, застрявшие на Джомолунгме выше базового лагеря, «приходят в отчаяние».

## Спасательная операция
К утру 26 апреля для проведения спасательной операции на Джомолунгму прибыли высотные вертолёты AS.350 В3 Военно-воздушных сил Индии. В разреженном воздухе на такой высоте они могли летать, но подъёмная сила значительно снизилась, и в результате вертолёт не мог брать на борт более двух пассажиров одновременно. 22 тяжело раненых были доставлены в деревню Пхериче, но затем ухудшившаяся погода не позволила продолжить эвакуацию. В деревне Пхериче, через которую проходят маршруты многих восходителей на Джомолунгму, расположен сезонный полевой госпиталь, действующий только во время восхождений на Джомолунгму. В нём работают волонтёры — местные и иностранные, и туда были доставлены пострадавшие от лавин.
Так как вертолёты были заняты эвакуацией тяжело раненых из Базового лагеря, для эвакуации альпинистов из верхних лагерей их не хватало. Была предпринята попытка в экстренном порядке заново оборудовать маршрут на ледопаде Кхумбу, чтобы часть альпинистов могла вернуться в Базовый лагерь по земле. Днём 26 апреля вертолёт забросил в Лагерь I необходимое снаряжение, после чего группа шерпов и иностранных горных проводников спустилась на ледопад и принялась за восстановление маршрута. Навстречу им из Базового лагеря поднималась другая команда, которая восстанавливала тот же маршрут снизу. Во время этих работ трое шерпов погибли, таким образом общий счёт жертв трагедии увеличился до 24, а попытка восстановления оборудованного маршрута не имела успеха.
На следующий день вертолётная эвакуация альпинистов из Лагеря I возобновилась. Ещё несколько человек были эвакуированы, но около 100 всё ещё оставались в лагерях I и II.
27 апреля из Лагеря I было эвакуировано 60 человек, из Лагеря II — 170. Альпинисты из Лагеря II смогли самостоятельно спуститься в Лагерь I, откуда были забраны вертолётами. 28 апреля эвакуация альпинистов из верхних лагерей была завершена.

## Погибшие и пострадавшие
Альпинистская команда индийской армии смогла эвакуировать 61 альпиниста и обнаружила тела 19 погибших
Среди погибших оказался исполнительный директор компании «Google» Даниэл Фрединбург. Он прибыл на Джомолунгму вместе с тремя другими сотрудниками компании для того, чтобы проводить детальное картографирование этой местности для осуществления будущего геоинформационного проекта, подобного «Google Earth».
Итого, по имеющимся сведениям, количество людей, находившихся на Джомолунгме во время землетрясения, составляет от семисот до более чем тысячи. Пострадавших — не менее 61 человека; несколько десятков пока остаются пропавшими без вести. К 25 апреля было обнаружено 17 тел погибших, и ещё одно — 27 апреля. 27 апреля один из тяжело раненных скончался в больнице в Катманду. 28 апреля «Ассоциация альпинистов Непала» (англ. Nepal Mountaineering Association) сообщила о 19 погибших, из которых десять были опознаны как непальские шерпы, пять — как иностранные альпинисты (двое американцев, китаец, австралиец и японец), и четыре тела пока остаются неопознанными. 27 апреля журнал «National Geographic» сообщил о 24 погибших на Джомолунгме.

## Дальнейшие последствия
Такое стихийное бедствие значительно затруднило восхождения на вершину Джомолунгмы и увеличило риск, но не сделало их невозможными.
Власти КНР после случившегося запретили продолжать восхождения на Джомолунгму в этом сезоне, и северные маршруты восхождения (со стороны Тибета) были закрыты. Власти Непала не стали делать этого, оставив вопрос на усмотрение руководителей экспедиций, туристических компаний и отдельных альпинистов.
Ветеран Джомолунгмы Рассел Брайс, владелец «Himalayan Experience», посчитал продолжение восхождений после землетрясения слишком опасным, принял решение отказаться от них в этом сезоне, и отозвал с Джомолунгмы всех оставшихся членов своей команды. Аналогичное решение принял и Деннис Бродвелл («Mountain Gurus»), посчитав неуместным занятие активным отдыхом во время такого бедствия. А румынский альпинист Алекс Гаван (Alex Gavan), заснявший для Интернета сход лавины и его последствия в базовом лагере, 27 апреля написал в своём блоге, что он отказывается от восхождения и покидает Джомолунгму, чтобы помогать пострадавшим от землетрясения непальцам.
Но другие альпинисты решили совершать восхождение, несмотря на случившееся. Несколько человек сразу же обратились к властям Непала за разрешениями на новую попытку восхождения, и уже 29 апреля эти разрешения были выданы.
«Лестницы будут отремонтированы в следующие два-три дня — заявил начальник Департамента туризма Непала Тулси Гутам, — и восхождения продолжатся. Нет причин для кого-либо, чтобы покидать экспедицию. Не стоит ожидать нового землетрясения — на это нет никаких научных обоснований… и мы чувствуем, что, несмотря на афтершоки, земля достаточно устойчива для альпинизма».
Однако этот оптимистический прогноз не оправдался: заново оборудовать маршрут восхождения через ледопад Кхумбу и далее до вершины Джомолунгмы не удалось. Команда исследователей ледопада из «Комитета контроля загрязнения Сагарматхи» (англ. Sagarmatha Pollution Control Committee) установила, что такое уже не получится сделать в этом сезоне восхождений, к тому же сохраняется опасность новых подземных толчков и схода новых лавин, и маршрут лучше закрыть. Председатель «Комитета контроля загрязнения Сагарматхи» Анг Дорджи Шерпа (Ang Dorjee Sherpa) по телефону из Базового лагеря сообщил, что 10 альпинистов по-прежнему собираются на вершину, но из восьми исследователей ледопада Кхумбу четверо уже пострадали от лавины, и недопустимо подвергать такому риску жизни других людей; кроме того, серак на западном склоне нестабилен и легко может обрушиться. 12 мая, уже после нового землетрясения в Непале, президент «Ассоциации операторов экспедиций Непала» (англ. Expedition Operators' Association of Nepal) Дамбар Параджули (Dambar Parajuli) сообщил, что в южном Базовом лагере Джомолунгмы не осталось ни альпинистов, ни горных проводников.
В результате всех этих происшествий в весенний сезон восхождений 2015 года на вершину Джомолунгмы не поднялся ни один человек — такое случилось впервые за 41 год. 29 мая, в день первовосхождения на Джомолунгму, министр туризма Непала Крипасур Шерпа заявил, что альпинисты, которые не смогли совершить восхождения из-за землетрясений и лавин, смогут использовать выданные им разрешения на восхождение и в следующем году, но пока что никаких заявок о продлении разрешений от них не поступало.
В осенний сезон восхождений того же года власти Непала возобновили выдачу разрешений на восхождение. 23 августа первое разрешение получил 33-летний японский альпинист Нобуказу Курики, планирующий одиночное восхождение по стандартному маршруту через Юго-восточный Гребень.